# Gilles Routhier
Pour les articles homonymes, voir Routhier.
Gilles Routhier, né en 1953 à Leeds-Village (Québec), est un prêtre et théologien catholique québécois.

## Biographie
Gilles Routhier naît en 1953 à Leeds-Village, au Québec (Canada).
Après ses études secondaires et collégiales au Collège de Lévis, il entre au Grand séminaire de Québec en 1973. Il poursuit ses études théologiques à l'Université Laval où il obtient un baccalauréat et une maîtrise ès arts en théologie. Son mémoire de maîtrise, La doctrine sociale et le mouvement catholique : l'École sociale populaire (1930-1936), a été couronné du « prix du Séminaire de Québec » attribué au meilleur mémoire de maîtrise en théologie au cours d'une année académique et a donné lieu à une publication « L'ordre du monde. Capitalisme et communisme dans la doctrine de l'École sociale populaire, 1930-1936 » dans la revue Recherches Sociographiques.
Ordonné prêtre en 1979, il exerce son ministère d'abord dans des écoles secondaires à titre d'animateur de pastorale et enseigne au Collège d'enseignement général et professionnel (CEGEP) de la Région de l'Amiante entre 1976 et 1982. Il a été également animateur de pastorale jeunesse dans la Région de l'Amiante entre 1982-1984. Par la suite, il exerça son ministère pendant quatre années au diocèse de Labrador City-Schefferville, d'abord dans la Péninsule de l'Ungava, ensuite en Basse-Côte-Nord du Golfe Saint-Laurent. En 1987, il entreprend un doctorat en théologie à l'Institut catholique de Paris et un doctorat en histoire des religions et anthropologie religieuse à l'Université de Paris IV - Sorbonne. Ses études doctorales furent couronnées par une thèse portant le titre La réception de Vatican II dans une Église locale. L'exemple de la pratique synodale dans l'Église de Québec 1982-1987. De retour au Québec, il a été curé de la paroisse Sainte-Hélène de Breakeyville (1991-1994), en plus d'être membre du Comité conseil du Synode du diocèse de Québec. À partir de 1992, il est professeur à la Faculté de théologie de l'Université Laval (Québec).
Gilles Routhier est un théologien catholique renommé. En plus de son enseignement régulier à La Faculté de théologie et de sciences religieuses de l’université Laval (1992-), il a été professeur invité à l’Institut catholique de Paris (2002 à 2007). Il a assuré également des enseignements à l’Institut dominicain de pastorale de Montréal (2001, 2004, 2011 et 2012), à l’Institut international Lumen Vitae, Bruxelles (2005 et 2011) et à l’Institut de théologie pratique de l’Université catholique de l’Ouest, Angers (2003 et 2005), à l’Université de Lucca (2002) au Studium des monastères cisterciens d’Oka et de Mistassini affilié à l’Université Laval (2008) et au Studium du monastère de Bose, Italie (2007 et 2008).
Ses domaines d’enseignement sont l'ecclésiologie, la missiologie, la théologie mariale, la théologie pratique et pastorale, l'histoire du catholicisme québécois, l'histoire de la théologie, l'histoire, la réception et l'herméneutique de Vatican II.
L'ensemble de ses recherches peuvent être regroupées autour d'un axe fédérateur : l’évolution du catholicisme contemporain, spécialement au Québec. Elles empruntent toutefois plusieurs directions : Vatican II et le Québec des années 1960, la pratique du gouvernement ecclésial dans l'Église catholique, la mutation actuelle de la paroisse, la communication de la foi, les missions et l’inculturation du christianisme, l’histoire de la théologie. La recherche menée sur Vatican II, son histoire, sa réception et son herméneutique, demeurant la plus importante.
Ces recherches ont été conduites dans le cadre de projets subventionnés par le Fonds québécois de la recherche sur la société et la culture (FQRSC), le Conseil de recherches en sciences humaines (CRSH) ou d’autres fonds de recherche (au Canada et aux États-Unis), recherches conduites à l’Université Laval ou dans le cadre de groupes ou de réseaux de recherche canadiens ou internationaux et dans le cadre du Centre de recherche en études québécoises (CIÉQ).
Il a produit de nombreux ouvrages en ecclésiologie, missiologie, sur la catéchèse, la paroisse et l'éducation de la foi aux adultes. Sa réflexion spirituelle et théologique sur l'avenir de l'Église au Québec suscite beaucoup d'intérêt.
Après avoir exercé diverses fonctions à la Faculté (vice-doyen, responsable facultaire des études, responsable facultaire de la recherche, directeur des programmes de maîtrise et de doctorat en théologie et doctorat en théologie pratique), il fut nommé doyen de la Faculté en mai 2012. Gilles Routhier a été élu en 2018 en tant que membre de la Société Royale du Canada. En juillet 2022, il est nommé par le cardinal Gérald Cyprien Lacroix, archevêque de Québec, supérieur général du Séminaire de Québec, une communauté de prêtres diocésains fondée par saint François de Laval.

## Ouvrages publiés
- 2013 : Routhier, G., Pierre Noël et C.-É. Guillemette, Les évêques du Québec au concile Vatican II, Québec, FTSR (coll. «Cahiers de recherche sur Vatican II», 5), 186 p.
- 2013 : Routhier, G. et G. Lesage, Inventaire des archives conciliaires du Fonds Maurice Baudoux, Québec, FTSR (coll. «Cahiers de recherche sur Vatican II», 6), 86 p.
- 2013 : Routhier, G., ¿ Qué ha sido del Concilio ?, Bilbao, Desclée de Brouwer (coll. «Xirimiri de Pastoral», 83), 32 p.
- 2012 : Routhier, G., Un Concilio per il XXI secolo. Il Vaticano II cinquant’anni dopo, Milano, Vita & Pensiero, 182 p.
- 2012 : Routhier, G., La réception d’un concile, Paris, Cerf (coll. « Cogitatio fidei, 174) 272 p. (réédition).
- 2010 : Borras, A. et G. Routhier, A Nova paróquia, Coimbra, Gráfica de Coimbra, 212 p.
- 2009 : Borras, A., G. Routhier, La nueva parroquia, Madrid, Editorial Sal Terrae (coll. « Pastoral », 87) 207 p.
- 2009 : Routhier, G. et A. Borras, Les nouveaux ministères. Diversité et articulation, Montréal et Paris, Médiaspaul (coll. « Pastorale et vie », 21) 176 p.
- 2008 : Routhier, G., Dichosa catequesis ! Tú incomodas a familias y parroquias, Madrid, Editorial CCS, 120 p.
- 2008 : Routhier, G., Penser l’avenir de l’Église, Montréal, Fides, 162 p.
- 2008 : Routhier, G., Benedetto Catechismo ! Famiglie e parrocchie tra disagio e speranza, Torino, Elledici, 96 p.
- 2008 : Routhier, G. et J. Famerée, Yves Congar, Paris, Cerf (coll. « Initiations aux théologiens ») 320 p.
- 2007 : Routhier, G., A. Gignac, A. Fortin et D. Cadrin, Cette catéchèse qui bouscule familles et communautés chrétiennes, Montréal, Fides et Médiaspaul, 110 p.
- 2007 : Routhier, G., Il Concilio Vaticano II. Recezione ed ermeneutica, Milano, Vita e pensiero, 402 p.
- 2007 : Routhier, G., 40 ans après Vatican II. Espérer !, Montréal, Novalis, 168 p.
- 2007 : Routhier, G., Sacrée catéchèse ! Quand tu déranges familles et paroisses, Bruxelles et Angers, Lumen Vitae et CRER, 104 p.
- 2007 : Routhier, G., La Chiesa dopo il Concilio, Bose (Italie), Ed. Quiqajon, 96 p.
- 2006 : Routhier, G. et A. Maugey, Église du Québec, Église de France. Cent ans d’histoire, Montréal, Novalis, 248 p.
- 2006 : Routhier, G., Vatican II - Herméneutique et réception, Montréal, Fides (coll. « Héritage et projet », 64) 460 p.
- 2005 : Routhier, G., Itinéraires de croyance de jeunes au Québec, Québec, Éditions Anne Sigier, 176 p.
- 2003 : Routhier, G., Enfanter des chrétiens aujourd’hui, Québec, Éditions Anne Sigier, 54 p.
- 2003 : Routhier, G. Le devenir de la catéchèse, Montréal, Mediaspaul (coll. « Pastorale et vie », 17) 105 p.
- 1996 : Routhier, G. Le synode diocésain: le comprendre, le vivre, le célébrer. Ottawa, Novalis, 80 p.
- 1994 : Routhier, G. Le défi de la communion. Une relecture de Vatican II. Paris/Montréal, Médiaspaul (coll. « Brèches théologiques », 18) 307 p.
- 1993 : Routhier, G. Les pouvoirs dans l'Église. Étude du gouvernement d'une Église locale: l'Église de Québec (1982-1987), Montréal/Paris, Paulines/Médiaspaul (coll. « Brèches théologiques », 17) 523 p.
- 1993 : Routhier, G. La réception d'un concile. Paris, Cerf (coll. « Cogitatio Fidei », 174) 264 p.
- 1992 : Routhier, G. L'Eucharistie, manifestation de l'Église locale. Ottawa, Service des éditions de la CECC, 64 p.

Direction d'ouvrages collectifs
- 2020 : A. Join-Lambert, G. Routhier (dir.), Faire nôtre l'exhortation Amoris laetitia, Montréal/Paris, Médiaspaul. voire fiche
- 2012 : G. Routhier, L. Bressan et L. Vaccaro (dir.), La catechesi e le sfide dell’evangelizazione oggi, Brescia, Morcelliana, 260 p.
- 2012 : G. Routhier, P. Roy et K. Schelkens (dir.), La théologie catholique entre intransigeance et renouveau : La réception des mouvements préconciliaires à Vatican II, Thurnout, Brepols (coll. « Bibliothèque de la Revue d’histoire ecclésiastique », 95) 363 p.
- 2011 : G. Routhier et L. Bressan (dir.), Le travail de la Parole, Bruxelles, Lumen Vitae, 2011, 144 p.
- 2011 : M. Attridge, C. Clifford et G. Routhier (dir.), Vatican II. Expériences canadiennes/Canadian Experiences, Ottawa, Presses de l’Université d’Ottawa, 580 p.
- 2011 : G. Routhier et L. Bressan (dir.), L’Efficacia della Parola, Bologna, EDB (coll. « Fede e annuncio ») 136 p.
- 2010 : G. Routhier et G. Jobin (dir.), L’autorité et les Autorités. L’herméneutique théologique de Vatican II, Paris, Cerf (coll. « Unam Sanctam », nouvelle série, 3) 256 p.
- 2007 : Cadrin, P. et G. Routhier (dir.), La liturgie en quête de sa musique, Montréal, Médiaspaul (coll. « Patorale et vie », 19) 168 p.
- 2006 : Routhier, G. et M. Viau (dir.), Précis de théologie pratique, Bruxelles, Paris et Ottawa, Lumen Vitae, Éd. de l’Atelier, Novalis (coll. « Théologies pratiques ») édition revue et augmentée, 896 p.
- 2006	G. Routhier (dir.), Évêques, théologiens et médias : acteurs canadiens à la deuxième période du concile, Québec, FTSR (coll. « Cahiers de recherche sur Vatican II », 4) 113 p.
- 2006 : G. Routhier et L. Villemin (dir.), Nouveaux apprentissages pour l’Église. Mélanges offerts au Professeur H. Legrand, Paris, Cerf, 546 p.
- 2005 : G. Routhier (dir.), Paul VI et Maurice Roy. Un itinéraire pour la justice et la paix, Rome/Brescia, Seminarium/Publicazioni dell’Istituto Paolo VI, 26, 308 p.
- 2005 : G. Routhier et G. Baillargeon (dir.), Les diocèses de Nicolet et de Trois-Rivières et Vatican II, Québec, FTSR (coll. « Cahiers de recherche sur Vatican II », 2) 130 p.
- 2004 : G. Routhier (dir.), Réceptions de Vatican II. Le Concile au risque de l’histoire et des espaces humains, Leuven, Peeters (coll. « Instrumenta theologica », XXVII) 244 p.
- 2004 : M. Pelchat et G. Routhier (dir.), L’inscription de la théologie dans l’université publique et pluraliste, Québec, PUL, 158 p.
- 2004 : Routhier, G. et M. Viau (dir.), Précis de théologie pratique, Bruxelles et Ottawa, Novalis et Lumen Vitae (coll. « Théologies pratiques ») 824 p.
- 2003 : Routhier, G. et J.-P. Warren (dir.), Les visages de la foi. Figures marquantes du catholicisme québécois, Montréal, Fides, 376 p.
- 2002 : Routhier, G. et F. Laugrand (dir.), L’espace missionnaire. Lieu d’innovations et de rencontres interculturelles, Paris, Karthala, 440 p.
- 2002 : Routhier, G. (dir.), Les évêques du Québec, entre aggiornamento conciliaire et Révolution tranquille, Québec, CIEQ (coll. « Cheminements ») 66 p.
- 2000 : Routhier, G. (dir.), Paroisses et ministère. Métamorphoses du paysage paroissial et avenir de la mission, Montréal et Paris, Médiaspaul (coll. « Pastorale et vie », 16) 406 p.
- 2000 : Routhier, G. (dir.), Vatican II : enracinement et réception au Canada, Montréal, Fides (coll. « Héritage et projet », 54) 452 p.
- 1999 : Routhier, G. (dir.), Faire écho au Verbe. Réinvestir l’homélie, Montréal/Paris, Médiaspaul (coll. « Pastorale et vie », 15) 248 p.
- 1997 : Routhier, G. (dir.), L'Église canadienne et Vatican II, Montréal, Fides (coll. « Héritage et projet », 58) 475 p.
- 1997 : Caulier, B. et G. Routhier (dir.), Mémoires de Vatican II, Montréal, Fides, 120 p.
- 1997 : Routhier, G. (dir.), L'Initiation chrétienne en devenir, Montréal, Médiaspaul (coll. « Pastorale et vie », 14) 103 p.
- 1996 : Brodeur, R. et G. Routhier (dir.), L'enseignement religieux : questions actuelles, Ottawa/Paris/Bruxelles, Novalis/Cerf/Lumen Vitae (coll. « Théologies pratiques ») 163 p.
- 1996 : Routhier, G. (dir.), L'éducation de la foi des adultes. L'expérience du Québec, Montréal/Paris, Médiaspaul (coll. « Pastorale et vie », 13) 383 p.
- 1995 : Routhier, G. (dir.), La paroisse en éclats, Ottawa, Novalis (coll. « Théologies pratiques », 5) 275 p.
- 1993 : Routhier, G. (dir.), Évangéliser, réflexions à l'occasion d'un synode. Ottawa, Novalis, 272 p.